# Нурковац
Нурковац је насељено место у општини Брестовац, у западној Славонији, Република Хрватска.

## Историја
До нове територијалне организације налазило се у саставу бивше велике општине Славонска Пожега.

## Становништво
Насеље је према попису становништва из 2011. године имало 244 становника.
| Националност       | 1991.        |
| Хрвати             | 188 (91,26%) |
| Срби               | 9 (4,36%)    |
| Југословени        | 5 (2,42%)    |
| остали и непознато | 4 (1,94%)    |
| Укупно             | 206          |